# Шахматна рейтингова система
Шахматната рейтингова система е система, използвана в шахмата за оценка на силата на даден играч въз основа на представянето му спрямо други играчи. Те се използват от организации като ФИДЕ, Международната федерация по кореспондентски шах, регионални и национални федерация по шахмат. Повечето от системите се използват за преизчисляване на рейтинги след турнир или мач, но някои се използват за преизчисляване на рейтинги след отделни игри. Популярни онлайн сайтове за шах като Chess.com, Lichess и Internet Chess Club също прилагат системи за рейтинг. В почти всички системи по-голямото число показва по-силен играч. Като цяло оценките на играчите се повишават, ако се представят по-добре от очакваното, и намаляват, ако се представят по-лошо от очакваното. Големината на промяната зависи от рейтинга на опонентите им. Рейтинговата система ЕЛО в момента е най-широко използваната (въпреки че има много варианти и подобрения). Подобните на Eлo системи за оценка са приети в много други контексти, като други игри като го, в онлайн състезателни игри и в приложения за запознанства.
Първата модерна рейтингова система е използвана от Кореспондентската шахматна лига на Америка през 1939 г. Съветският играч Андрей Хачатуров (1910 – 1972) предлага подобна система през 1946 г. Първата, която оказва влияние върху международния шах, е системата Инго през 1948 г. Американската федерация по шахмат (USCF) приема системата Харкнес през 1950 г. Малко след това Британската шахматна федерация започва да използва система, създадена от Ричард У. Б. Кларк. USCF преминава към рейтинговата система Eлo през 1960 г., а ФИДЕ я приема през 1970 г.

## Система Инго
Това е системата на Западногерманската шахматна федерация от 1948 г. до 1992 г., проектирана от Антон Хоеслингер и публикувана през 1948 г.
Новите играчи получават висок, фиксиран начален резултат. Новите рейтинги на играчите {\displaystyle I} са съсредоточени върху средния рейтинг {\displaystyle C} на участниците в тяхното състезание:
- Ако играчът е постигнал по-добри резултати {\displaystyle P} от средния резултат, това е над 50 % ({\displaystyle P>50}, например при съотношение победи–загуби 12–4 или 24–8, резултатът от турнира се отбелязва като 75 % и {\displaystyle P=75}). Точките, равни на броя на процентите над 50, се изваждат от средния рейтинг {\displaystyle C} и новият рейтинг на играча, изразен чрез неговия коефициент Инго е {\displaystyle I=C-(P-50)}.
- Ако играчът е постигнал по-лоши резултати {\displaystyle P} от средния резултат, това е под 50 % ({\displaystyle P<50}, например при съотношение победи–загуби 3–7 или 6–14, резултатът от турнира се отбелязва като 30 % и {\displaystyle P=30}). Точките, равни на броя на процентите под 50, се прибавят към средния рейтинг {\displaystyle C} и новият рейтинг на играча, изразен чрез неговия коефициент Инго е {\displaystyle I=C+(50-P)}.

Последната формула за улеснение може да се използва като универсална за двата случая, като в първия при {\displaystyle P>50} сумата в скобите ще се прибави със знак минус, което е изваждане. По този начин във всички случаи всички играчи се оценяват напълно след всеки турнир. Последствието е най-много 50 спечелени или пропуснати точки на турнир (съответно за тотално печеливш или тотално губещ участник) спрямо средния резултат за турнира. За разлика от други модерни, национално използвани шахматни системи, по-ниските числа показват по-добро представяне и по-висок рейтинг.
От 1993 г. Инго е заменена от германската система Eлo Deutsche Wertungszahl. Това повлиява на някои други рейтингови системи.

## Система Харкнес
Тази система е отбелязана в Chess Review от организатора на турнира Кенет Харкнес (на английски: Kenneth Harkness, който разяснява изобретението си 14 години по-късно в статии от 1956 г. Използвана е от USCF от 1950 до 1960 г. и от други федерации.
Когато играчите се състезават в турнир, се изчислява средният рейтинг на тяхното състезание. Ако играч постигне резултат 50 %, той получава средния рейтинг на състезанието като своя оценка за представяне. Ако постигне повече от 50 %, новата му оценка е средната за конкуренцията плюс 10 точки на процентен пункт над 50. Ако постигне по-малко, новата му оценка е средната за конкуренцията минус 10 точки на процентен пункт до 50. Коефициентът на Харкнес на играч се изчислява по общата формула
{\displaystyle H=C+10\cdot (P-50),}
където {\displaystyle C} е средният рейтинг на всички участници в турнира; 
{\displaystyle P} e резултатът на играча в турнира, измерен в проценти от максимално възможния.
Пример
Играч с рейтинг 1600 играе в турнир от 11 кръга и отбелязва 2½ точки (22,7 %) спрямо конкуренцията със среден рейтинг 1850. Това е 27,3 % под 50 % (50–22,7 %), така че неговият нов рейтинг е 1850 − (10 × 27,3) = 1577.
Тази система има недостатъци: дава възможност шахматист да играе на всички игри на турнира, за да се повиши рейтинга си и, обратно, понякога води до спад в рейтинга на играч, който завърши състезанието с перфектен резултат. Затова е заменена със системата Ело.

## Система Ело
Шахматният майстор професор Арпад Ело е работил във Федерацията по шах на САЩ и разработва нова система на статистическа основа, предложена през 1960 г. През 1970 г. ФИДЕ приема рейтинговата система Eло като критерий за присъждане на титлите „гросмайстор“ и „международен майстор“, завършването на турнири и т.н.

### Изчисление
Очакваният брой точки, които играчът {\displaystyle A} ще получи в игра с играча {\displaystyle B}, се изчислява по формулата:
{\displaystyle E_{A}={\frac {1}{1+10^{\frac {R_{B}-R_{A}}{400}}}}}
където:
- {\displaystyle E_{A}}  е очакваният брой точки, които играчът {\displaystyle A} ще отбележи в игра с играча {\displaystyle B};
- {\displaystyle R_{A}} – рейтинг на играча {\displaystyle A};
- {\displaystyle R_{B}} – рейтинг на играча {\displaystyle B}.

Новият рейтинг на играча {\displaystyle A} се изчислява по формулата:
{\displaystyle R_{A}^{\prime }=R_{A}+K\cdot (T_{A}-E_{A})}
където:
- {\displaystyle K} е коригиращ коефициент, чиято стойност е равна на 10 за най-силните играчи (рейтинг 2400 и повече), 20 (беше 15) – за играчи с рейтинг под 2400 и 40 (беше 30) – за нови играчи (на първите 30 игри от момента на получаване на рейтинга ФИДЕ), както и за играчи под 18 години, чийто рейтинг е под 2300;
- {\displaystyle T_{A}} – броят точки, реално отбелязани от играча {\displaystyle A} (1 точка за победа, 0,5 за равенство и 0 за загуба);
- {\displaystyle R_{A}^{\prime }} е новият рейтинг на играча {\displaystyle A}.

Аналогично се определя и новият рейтинг на играча {\displaystyle B}. Тук може да се отчете, че в шаха се дава по една точка на среща, която се поделя между противниците в зависимост от резултата, винаги {\displaystyle E_{A}+E_{B}=1} и за улеснение да се пресметне {\displaystyle E_{B}=1-E_{A}}.
За илюстрация са показани следните примери за промяна на рейтинга Ело в зависимост от текущите рейтинги на противника, очаквания и получения резултат с реални данни за шахматисти:
Пример 1. Унгарския гросмайстор Лайош Портиш има рейтинг 2635 преди турнир, в който отбелязва 10 1⁄2 точки от 16 възможни (срещу 16 играчи). Първо се записва разликата в рейтинга му спрямо всеки друг състезател, срещу когото играе. След това очакваният резултат срещу всеки се определя от публикувана таблица, в която той е изчислен по горната формула за {\displaystyle E_{A}} за всяка група от разлики в рейтинга {\displaystyle R_{B}-R_{A}}. Например, единият опонент е бил чехословашкият гросмайстор Властимил Хорт, който е оценен на 2600. Разликата в рейтинга от 35 точки дава на Портиш очакван резултат „0,55“. Това е невъзможен резултат, тъй като не е 0, ½ или 1, но тъй като е по-висок от 0,5, дори равенството ще навреди леко на рейтинга на Портиш – неговият нов рейтинг ще бъде:
{\displaystyle R_{A}^{\prime }=R_{A}+K\cdot (T_{A}-E_{A})=2635+10.(0,5-0,55)=2635-0,5=2634,5.}
Обратно, равенството ще подобри леко рейтинга на Хорт при очакван резултат от него „0,45“:
{\displaystyle R_{B}^{\prime }=R_{B}+K\cdot (T_{B}-E_{B})=2600+10.(0,5-0,45)=2600+0,5=2600,5.}
Очакваният резултат на Портиш се сумира за всяка от неговите срещи, което дава общ очакван резултат  9,66. Тогава новата оценка на Портиш по описаната формула е:
{\displaystyle R_{A}^{\prime }=R_{A}+K\cdot (T_{A}-E_{A})=2635+10.(10,5-9,66)=2643,4.}
Пример 2. Бившият световен шампион, българският гросмайстор Веселин Топалов през юли 2015 г. достига рекорден рейтинг Ело 2815. С това постижение трябва да играе срещу гросмайстор Момчил Николов, който тогава има рейтинг 2530. Очакваният резултат за Топалов е
{\displaystyle E_{A}={\frac {1}{1+10^{\frac {R_{B}-R_{A}}{400}}}}={\frac {1}{1+10^{\frac {2530-2815}{400}}}}=0,8376.}
При победа рейтингът му ще стане
{\displaystyle R_{A}^{\prime }=R_{A}+K\cdot (T_{A}-E_{A})=2815+10.(1-0,8376)=2816,624.}
Очакваният резултат за Николов е
{\displaystyle E_{B}={\frac {1}{1+10^{\frac {R_{A}-R_{B}}{400}}}}={\frac {1}{1+10^{\frac {2815-2530}{400}}}}=0,1624.}
При победа рейтингът му ще стане
{\displaystyle R_{B}^{\prime }=R_{B}+K\cdot (T_{B}-E_{B})=2530+10.(1-0,1624)=2538,376.}
Както се вижда, поради голямата разлика в текущите рейтинги (285 точки), победата на по-силния играч ще повиши рейтинга му много по-малко (над 5 пъти), отколкото победата на по-слабия. Това стимулира по-слабите състезатели да се стремят към възможност за изява срещу силни противници, които обаче нямат особена полза от такива срещи.

### Рейтинги и звания на ФИДЕ
Приблизително съответствие на рейтингите ЕЛО и шахматните звания при мъжете (женските еквиваленти на титлите се считат с отстъпка от 100–200 точки в зависимост от званието), както и разрядите (тук не се взема предвид полът на шахматиста):
- над 2750 – участник в турнира на кандидатите за мача за титлата „световен шампион“;
- над 2700 – няма официална титла, но понякога неофициално се нарича „супер гросмайстор“[8]
- над 2500 – световен шампион за жени;
- над 2500 – международен гросмайстор;
- 2400-2499 – международен майстор;
- над 2300 – международен гросмайстор сред жените;
- 2300-2399 – майстор на ФИДЕ;
- 2200-2299 – международен майстор сред жените;
- 2200-2299 – кандидат-майстор на ФИДЕ;
- 2000-2199 – кандидат-майстор на спорта;
- 1800-1999 – първи разряд;
- 1600-1799 – втори разряд;
- 1400-1599 – трети разряд;
- 1000-1399 – четвърти разряд (среден любител);
- под 1000 – начинаещ.

В рейтинговата система ЕЛО се приема, че преходът от един клас на игра към следващия става след около 200 рейтингови точки (започвайки с играчи от ниво първи разряд).
Към февруари 2023 година ФИДЕ има регистрирани 913 шахматисти с рейтинг за международен гросмайстор (Ело над 2500), от които 16 жени. От всички тях 685 са активно играещи (12 жени). Супергросмайсторите (Ело над 2700) са 30, всички активноиграещи мъже.

### Рейтинг на ефективността
Рейтингът на ефективността или специалният рейтинг {\displaystyle R_{E}} е хипотетичен рейтинг, който би бил резултат от игрите само на едно събитие. ФИДЕ го изчислява с формулата:

{\displaystyle R_{E}=R_{cp}+d_{p}},

където {\displaystyle R_{cp}} е средният рейтинг на противниците, а {\displaystyle d_{p}} е разликата в рейтингите, която се определя по таблица от турнирния процентен резултат {\displaystyle p} на играча: от –800 при {\displaystyle p=0} (само загуби) до 800 при {\displaystyle p=100} % (само победи).
Някои шахматни организации  изчисляват рейтинга на ефективността по „формулата с 400“:

{\displaystyle R_{E}={\frac {\Sigma +400\times (P-Z)}{I}}},

където {\displaystyle \Sigma } е сума от рейтингите на противниците,

{\displaystyle I} е броят на всички игри, {\displaystyle P} – на победите, а {\displaystyle Z} – на загубите.

### Рейтинги на турнири
ФИДЕ разделя всички свои нормални турнири на категории по по-тесен обхват на средния рейтинг на играчите. Всяка категория е широка 25 рейтингови точки. Категория 1 е за среден рейтинг от 2251 до 2275, категория 2 е от 2276 до 2300, ... , категория 24 – от 2826 до 2850. Към април 2015 г. най-силният турнир (Сейнт Луис 2014) е имал 23-та категория със среден рейтинг 2802. Турнирите за жени в момента започват с 200 точки по-ниско, включително категория 1.

### Линейна апроксимация
Арпад Ело e измислил линейно приближение към пълната си система, отричайки необходимостта от справочни таблици с очаквания резултат. С този метод новият рейтинг на играча е
{\displaystyle R_{n}=R_{c}+K\left({\frac {P-Z}{2}}\right)-\left({\frac {K}{4C}}\right)\sum _{i}D_{i}}
където {\displaystyle R_{n}} и {\displaystyle R_{c}} са съответно новият и старият рейтинги на играча; {\displaystyle P} е броят на победите, а {\displaystyle Z} – на загубите; {\displaystyle K=32} и {\displaystyle C=200}; разликата {\displaystyle D_{i}=R_{i}-R_{c}} е рейтингът на противника минус рейтинга на играча. Терминът {\displaystyle {\frac {P-Z}{2}}} е резултат над или под 0. Изразът {\displaystyle {\frac {\sum _{i}D_{i}}{4C}}} е очакваният резултат според съответствието: {\displaystyle 4C} рейтингови точки се равняват на 100 %.
При така зададените стойности на коефициентите {\displaystyle K} и {\displaystyle C} опростената формула за линейно приближения нов рейтинг има вида
{\displaystyle R_{n}=R_{c}+16\left(P-Z\right)-{\frac {\sum _{i}D_{i}}{25}}}
USCF използва модификация на тази система за изчисляване на рейтинги след индивидуални игри на кореспондентски шах, с K = 32 и C = 200.

## Английска система на Кларк
Системата се използва за оценяване от Английската шахматна федерация до 2020 г. Тя е публикувана през 1958 г. от Ричард У. Б. Кларк (на английски: Richard W. B. Clarke, 1910 – 1975). Всяка игра има голям потенциален ефект. Точките за рейтинг от всяка спечелена, загубена или равна игра в регистрирано състезание никога не влизат незабавно в сила, а се сумират и осредняват в лична оценка (рейтинг ACK) за цикъл от поне 30 игри. Цикличното осредняване и циклично устойчивите оценки са отличителните белези на системата. Всяка състезателна игра {\displaystyle i} дава „точки за представянето на играча“ {\displaystyle T_{i}}, които се получават от „оценката на {\displaystyle i}-ия противник за последния цикъл или година“ {\displaystyle ACK_{i}}, към която се добавят 50 точки за победа или се изваждат 50 точки за загуба и без корекция за равенство:

{\displaystyle T_{i}=ACK_{i}{\begin{cases}+50&{\text{за победа}}\\\pm 0&{\text{за реми}}\\-50&{\text{за загуба}}\end{cases}}\qquad ,{\text{ако разликата в оценките }}|ACK_{0}-ACK_{i}|\leqslant 40.}
Например, ако играч А, който има досегашна оценка ACK0=160, победи играч Б, оценен със 140, тогава резултатът на играч А за отбелязване за по-късно годишно или циклично осредняване е 140+50=190, а на играч B е 160-50=110.
При изчислението отчетената оценка на противника не може да се различава с повече от 40 точки от оценката на играча – ако разликата е по-голяма, тя се счита за 40 точки. По този начин, ако играч А с оценка 130 спечели срещу играч Б, който има оценка 190, последната ще се счита за 130+40=170. Тогава оценката на представянето на играч А в тази среща ще бъде 170+50=220. Тя е с 90 точки по-висока от текущата му оценка, което е най-голямата печалба за една среща (40 точки максимално възможна разлика в текущите оценки плюс 50 точки за победа). Аналогично за играч B се отчита оценка на противника играч А, не по-ниска от 40 точки от неговата: 190-40=150 и оценката на неговото представяне ще бъде 150-50=100. Тя е с 90 точки по-ниска от текущата му оценка, което е най-голямата загуба за една среща (40 точки максимално възможна разлика в текущите оценки минус 50 точки за загуба).
Ако оценката на играч A беше 160, а на играч B 100 (разлика над 40), при победа играч A щеше да получи не 100+50, а (160-40)+50=170 точки, а играч B: 100+40-50=90 точки. Това не позволява на играчите да повишат оценката си, като загубят от силни играчи с много по-висока оценка и също така означава, че по-силният играч отбелязва 10 точки повече от годишната си оценка (170-160) при победа над много по-слаб противник.
След края на цикъла или годината се намира средната оценка за периода като средноаритметична на всички получени оценки за представяне – сумират се и се дели на техния брой {\displaystyle n}:
{\displaystyle ACK={\frac {\sum _{i=1}^{n}T_{i}}{n}}}.
Получената годишна или циклична оценка се използва за следващия период. Ако са изиграни по-малко от 30 игри, към тях обикновено се включват последните игри от предишния(те) цикъл(и), за да достигне броя до 30 и се намира средната стойност.
Максималната печалба в един цикъл е 90 точки и се получава при побеждаване във всички срещи на противници с много по-висок рейтинг – с 40 и повече точки от този на играча. Обратното важи за загубите. Отрицателните оценки се считат за нулеви, така че личен резултат от 50 се появява бързо в по-ниските лиги и опитни новаци се стремят към оценка от 100.
Слабост на много други системи е отношението към юношите. Юношите са склонни да се подобряват и следователно техният рейтинг/класиране изостава от текущата им сила. Системата за оценяване на АCК се справя с това, като променя математическата референтна рамка за тези на възраст под 18 години. Системата по-горе използва оценката на всеки играч от предишния цикъл, за да изчисли личната оценка. За юноши тя използва година вместо цикъл (включително преизчисляване на оценките на противниците при юноши). Именно това преизчисляване се превръща в оценка за представяне за окончателното изчисление за всички играчи.
На теория не-шахматист ще има лична оценка 0; на практика отрицателните оценки съществуват, но са зададени на 0 в списъка за оценяване. Най-слабите възрастни клубни играчи имат АСК около 40. Трицифрената оценка е източник на престиж сред обикновените играчи, докато тези, които сериозно изучават играта, може да се опитат да постигнат лична оценка от 150. Играч с оценка над 200 обикновено е добре известен на съперничещите вериги и трябва да се взима предвид като фактор в състезанията.
За преобразуване между оценките ACK и ELO понякога се използват формулите
{\displaystyle ELO=7,5\cdot ACK+700},

{\displaystyle ACK={\frac {ELO-700}{7,5}}}.

## Германска система DWZ
Германският рейтингов номер DWZ (на немски: Deutsche Wertungszahl) е шахматна рейтингова система, използвана в Германия. Въведена е от Германската шахматна федерация след обединението на Германия през 1990 г. На 1 януари 1993 г. DWZ е въведена в цялата страна и заменя системите Инго във ФРГ и NWZ в ГДР. DWZ е подобна на рейтинговата система Eлo на ФИДE, но е подобрена допълнително през годините. При разработването е зачитан опитът на Инго и NWZ. Скалата варира от около 500 (начинаещи) до над 2800 (световни шампиони), но на теория е отворена отгоре и отдолу. Оценката на турнирите се извършва от DWZ-абстрактори, които прехвърлят резултатите от турнира в централата на Германската олимпийска спортна конфедерация (DOSB), където се администрира Централна рейтингова база данни (ZDB). Там се извършва хронологично последващо таксуване според крайната дата на турнира.

### Изчисление
Основната графика за изчисление е на функцията на нормално разпределение, чиято форма е известна като камбановидна крива на Гаус. За изчислението е необходим интеграл, за да се определи очакваната печалба. Вземат се предвид само резултати от шах срещу състезатели с DWZ.
Германският рейтингов номер DWZ се изчислява по формулата
{\displaystyle Z=Z_{0}+{\frac {800}{n+R}}(T-E)},
където {\displaystyle Z_{0}} е досегашен DWZ;
{\displaystyle Z} – нов DWZ;
{\displaystyle T} – постигнати точки;
{\displaystyle E} – очаквани точки;

{\displaystyle n} – брой завършени игри;
{\displaystyle R} – коефициент на развитие.
Очакваните точки {\displaystyle E} са сумата от очакваните резултати {\displaystyle E_{i}} от игрите {\displaystyle E=\sum _{i}^{n}E_{i}}. Изчисляват се както в системата Ело. Благодарение на подходящата точкова скала, очакваният резултат от игра е просто вероятността за печалба, която зависи само от разликата в рейтингите DWZ на състезателите – {\displaystyle Z_{0}} на разглеждания играч и {\displaystyle Z_{i}} на неговите противници:
{\displaystyle E_{i}={\frac {1}{1+10^{(Z_{0}-Z_{i})/400}}}}.
Коефициентът на развитие {\displaystyle R=a\cdot R_{0}+S},

където {\displaystyle R_{0}=\left({\frac {Z_{0}}{1000}}\right)^{4}+B}

е основната му стойност, в която компонентът {\displaystyle B} зависи от възрастта на играча и има стойности: 5 (до 20 години), 10 (21 - 25 години) и 15 (над 25 години).
Факторът на ускорение се определя в интервала {\displaystyle 1\geq a\geq 0,5} и се изчислява по формулата
{\displaystyle a={\frac {Z_{0}}{2000}}}
само ако играчът е на по-малко от 20 години и е постигнал повече точки от очакваното. Ако това не е така, {\displaystyle a=1}. Факторът на ускорение помага на младите играчи да подобрят своите DWZ по-бързо.
Стойността на спиране {\displaystyle S} се изчислява по формулата
{\displaystyle S=e^{\frac {1300-Z_{A}}{150}}-1}
само за играчи с DWZ под 1300 точки и само ако постигнатите точки са по-малко или равни на очакваните, в противен случай е 0. Стойността на спиране кара DWZ на слабите играчи да намалява не толкова бързо.
Освен това {\displaystyle R} зависи от броя на предварително оценените турнири, изразен чрез номера на оценявания турнир {\displaystyle t}, който е 1 при изчисляване на DWZ в първия турнир и се увеличава с 1 за оценката на всеки следващ.
Също така се има предвид, че
{\displaystyle 5\leq R\leq {\begin{cases}\min(30;5t),&{\text{ако }}S=0\\150,&{\text{ако }}S>0\end{cases}}}.
Тази формула се взема предвид само когато вече съществува DWZ, т.е. {\displaystyle t} не е само 0. Така че {\displaystyle R} обикновено се увеличава до 5, ако коефициентът е по-малък от 5, или намалява до 30, ако {\displaystyle R} е по-висок от 30. Ако налице е спирачен фактор ({\displaystyle S>0}), {\displaystyle R} може да надхвърли 30.
Следващата стъпка е да се закръгли {\displaystyle R} до най-близкото цяло число.

### Стойности на DWZ за категории играчи
| Коефициент DWZ | Приблизителна категория                      |                                              |
| -------------- | -------------------------------------------- | -------------------------------------------- |
| < 1000         | Начинаещ                                     | Начинаещ                                     |
| 1000–1300      | Междинен                                     | Междинен                                     |
| 1300–1600      | Среден клубен играч                          | Среден клубен играч                          |
| 1600–1900      | Клубен играч над средното ниво               | Клубен играч над средното ниво               |
| 1900–2100      | Изключителен клубен играч                    | Изключителен клубен играч                    |
| 2100–2300      | Играч в лигата                               | Играч в лигата                               |
| 2300–2500      | Играч от Федералната лига                    | Играч от Федералната лига                    |
| 2500–2700      | Гросмайстор                                  | Гросмайстор                                  |
| > 2700         | Играч от световна класа („супергросмайстор“) | Играч от световна класа („супергросмайстор“) |

## Система Глико
Системата Глико е по-модерен подход, който е изобретен от Марк Гликман през 1995 г. като подобрение на системата Eлo. Първоначално е предназначена за основна употреба като рейтингова система за шах. Използва се от Chess.com, Free Internet Chess Server и други онлайн сървъри за шах. Системата Глико-2 е усъвършенстване на оригиналната система Глико и се използва от Lichess, Австралийската федерация по шах и други онлайн уебсайтове.
Глико и Глико-2 рейтинговата система са методи за оценка на силата на играча в игри с нулева сума за двама играчи. Основният принос на Гликман е измерването на отклонението на надеждността на оценките, обозначавано с {\displaystyle RD}.

### Преглед
И двете системи за оценка Глико и Глико-2 са обществено достояние и са внедрени на игрови сървъри онлайн като Counter-Strike: Global Offensive, Team Fortress 2, Dota 2, Guild Wars 2, Splatoon 2, Online-go.com, Lichess и Chess.com.
Отклонението на надеждността RD е едно стандартно отклонение, определящо точността, с която се измерва на рейтингът (оценката) на играча. Например, играч с рейтинг 1500 и RD 50 има реална сила между 1400 и 1600 (две стандартни отклонения от 1500) с 95 % увереност. Два пъти (точно: 1,96) RD се добавя и изважда от техния рейтинг, за да се изчисли този диапазон. След игра сумата, с която рейтингът се променя, зависи от RD: промяната е по-малка, когато RD на играча е нисък (тъй като техният рейтинг вече се счита за точен), а също и когато RD на опонента е висок (тъй като истинският рейтинг на опонента не е добре известен, така че се натрупва малко информация). Самият RD намалява след всяка игра, но ще се увеличи бавно с времето на бездействие.
Рейтинговата система Глико-2 подобрява рейтинговата система Глико и допълнително въвежда променливостта на рейтинга σ. Много леко модифицирана версия на рейтинговата система Глико-2 е въведена от Австралийската федерация по шах.

### Метод Глико
Стъпка 1: Определяне на отклонението на оценките.

Стъпка 2: Определяне на нова оценка.

Стъпка 3: Определяне на новото отклонение на оценките.

### Метод Глико-2
Стъпка 1: Изчисляване на спомагателни количества.

Стъпка 2: Определяне на новата променливост на оценката.

Стъпка 3: Определяне на ново отклонение на оценките и оценка.

## Шахметрия
Системата Шахметрия (на английски: Chessmetrics) е изобретена от Джеф Сонас през XXI век. Тя се основава на компютърен анализ на голяма база данни от игри и е предназначена като подобрение на системата Eлo да бъде по-точна от нея. Сонас е основател и собственик на уебсайта Chessmetrics.com, който дава изчисленията на рейтингите на настоящите играчи и историческите рейтинги, датиращи от януари 1843 г.

### Определение
Шахметрията е среднопретеглена стойност на минало представяне. Затова е наричана още исторически рейтинг Ело. Резултатът отчита процента победи на играч спрямо други играчи, претеглен от рейтингите на другите играчи и времето, изминало от състезанието.  Увеличение на ефективността с 10 % е еквивалентно на увеличение на рейтинга с 85 точки.
Теглото на предишни мачове се отклонява линейно от 100 % за току-що приключили мачове до нула за мачове, проведени преди повече от две години.
Рейтингът на ефективността на играча от представянето му в {\displaystyle i}-ия турнир се изчислява по формулата

{\displaystyle R_{i}=R_{cp}+(P_{i}-0,5).850},

където {\displaystyle R_{cp}} е средният рейтинг на противниците в турнира, а {\displaystyle P_{i}} е постигнатият относителен резултат от играча в число от 0 до 1 като част от максимално възможния. 
Претеглянето на рейтинга от минали турнири става чрез съответния тегловия коефициент {\displaystyle K_{i}=24-M_{i}},

където {\displaystyle M_{i}} е броят на месеците, изтекли от завършването на {\displaystyle i}-ия турнир.
Средният рейтинг на играча за последните 24 месеца е средноаритметичен на претеглените оценки (рейтинги) на ефективността му във всичките {\displaystyle n} турнира, изиграни за периода: {\displaystyle R={\frac {\sum _{i=1}^{n}K_{i}.R_{i}}{n}}}.

### Внедряване
През 2011 г., след като анализира 1,54 милиона игри с рейтинг на ФИДE, изиграни между октомври 2007 г. и август 2010 г., Сонас демонстрира, че двама играчи {\displaystyle A} и {\displaystyle B}, които имат разлика в рейтинга {\displaystyle d_{p}=R_{A}-R_{B}} според формулата Eлo, всъщност имат истинска разлика по-скоро {\displaystyle {\frac {5}{6}}d_{p}}. Това означава, че играчите постоянно губят точки за победа и печелят точки за загуба, тъй като формулата Eлo неправилно прогнозира резултатите. Той също така казва, че правилото за 400 точки трябва да се повиши на 700–900 или да се премахне изцяло. Правилото гласи, че разлика между коефициентите Eлo на двама играчи повече от 400 точки ще бъдe третирана само за 400 точки. При разлика от 400 точки обаче, вероятността за победа на по-силния играч е 91 %. Тя достига 100 % чак при разлика 920 точки и повече. Ограничаването на разликата до 400 точки ограничава по минимум вероятността за победа на по-слабия играч до 9 % и по максимум вероятността за победа на по-силния играч до 91 %. Така се изменя формата на графиката на функцията {\displaystyle E_{A}=f(d_{p})}, изразяваща зависимостта на прогнозирания (очаквания) резултат {\displaystyle E_{A}} на играч {\displaystyle A} с рейтинг {\displaystyle R_{A}} срещу играч {\displaystyle B} с рейтинг {\displaystyle R_{B}}, от разликата в рейтингите на играчите {\displaystyle d_{p}=R_{A}-R_{B}}: 
в началния участък ({\displaystyle d_{p}<-400}, играчът {\displaystyle A} е по-слабият) графиката е права линия на ниво 9 %, 
а в крайния участък ({\displaystyle d_{p}>400}, играчът {\displaystyle A} е по-силният) графиката е права линия на ниво 91 %. 
Двустранно отсечената графика означава неточни теоретично прогнозирани (очаквани) резултати.
Прогнозираните резултати съвпадат с действителните само при близки рейтинги ± 50 точки и разлики около 500 точки. При разлики {\displaystyle 50<|d_{p}|<500} прогнозните резултати срещу по-слаби противници са по-високи от реалните, а срещу по-силни – по-ниски от тях. При разлики {\displaystyle |d_{p}|>500} поради отсечената графика очакваните резултати срещу по-слаби противници са по-ниски от действителните, а срещу по-силни – по-високи от тях.
Сонес смята, че резултат от 100 % е идеален, а на практика може би след като се постигне предимство от 800 точки, е неразумно да се очаква резултат по-висок от 99 %. Вероятността за резултат 99 % съответства именно на разлика в рейтингите около 800 точки. Така че, ако има нужда от правило като това, то трябва да прилича повече на „правило за 800 точки“, а не като „правило за 400 точки“ и прогнозният резултат да се умножи с коригиращ коефициент {\displaystyle {\frac {5}{6}}} или {\displaystyle 0,833}.

### Предимства и недостатъци
За разлика от системата Eлo, Шахметрия не страда от инфлация на резултата и позволява сравнения на силата на играчи от различни епохи. Сравнението обаче може да е необективно. Например, Хуго Зюхтинг е класиран на 27-мо място в света през 1911 г. с изчислен Ело 2559 според Шахметрия, но анализът показва, че неговото ниво на игра е най-много като това на настоящ играч с Ело 2100. Друг пример е световният шампион Емануел Ласкер, който остава неактивен през по-голямата част от периода между 1912 и 1914 г. и в резултат на това пада от №1 на №12 в света в класацията на Шахметрия, точно преди убедителната му победа над всички останали най-добри играчи в света на турнира в Санкт Петербург през 1914 г.
Най-високата оценка Шахметрия е изчислена за Роберт Фишер: 2895 през октомври 1971 г. Системата е по-точна при измерване на успеха на играча в състезанието, отколкото на качеството на игра. Следователно Шахметрия, както всяка друга система за класиране, трябва да се използва само като насока.

## Универсална рейтингова система
Универсалната рейтингова система е разработена от Марк Гликман (Система Глико), Джеф Сонас (Шахметрия)), Дж. Айзък Милър и Максим Ришар, с подкрепата на веригата от турнири Голям шахматен тур (на английски: Grand Chess Tour), Шахматната фондация „Каспаров“ и Шахматния клуб на Сейнт Луис. Тя е въведена за определяне на дирижираното разпределение („посявките“) в квалификациите за Grand Chess Tour 2017.
Основната разлика от системата за рейтинг ЕЛО на ФИДE е комбинацията от трите времеви контроли (класически, бърз и блиц) в един списък за рейтинг, докато ФИДE поддържа за тях три различни списъка за рейтинг.
Първият рейтингов списък е публикуван през януари 2017 г., след две години проучване. Месечните рейтингови списъци от август 2016 г. нататък са публикувани със задна дата. Играч номер едно във всяка класация досега е бил Магнус Карлсен.

## Компютърни системи
Много системи за оценка дават оценка на играчите в даден момент, но не могат да сравняват играчи от различни епохи. През 2006 г. Maтeй Гуид и Ивaн Брaткo въвеждат нов начин за оценяване на играчите, като сравняват техните ходове с препоръчителните ходове на шахматна машина. Авторите използват програмата Crafty и твърдят, че дори програма с по-нисък ранг (Eлo около 2700) може да идентифицира добри играчи. В тяхното последващо проучване те използват Rybka 3, за да оценят рейтингите на шахматистите.
През 2017 г. Жaн-Maрк Aлиoт сравнява играчи, използващи Stockfish 6 с рейтинг Eло около 3300, доста над най-добрите човешки играчи.

## Други системи

### Турска система UKD
Турската федерация по шахмат (ТФШ) използва собствена система за Рейтинг на националната сила /РНС/ (на турски: Ulusal Kuvvet Derecesi /UKD/) в комбинация със системата EЛO. Обновява се първия ден на всеки месец. Изисква се Ело 2100 за национален майстор: за шахматисти, които са турски граждани, регистрирани от ТФШ в списъка на ФИДЕ, притежават валидна виза и лиценз на спортист на ТФШ.

### Американска система USCCF
Американската федерация по кореспондентен шах (АФКШ, USCCF) използва своя собствена система през 70-те години на XX век. Сега използва системата Eлo.